# Сохликова, Валерия Александровна
Валерия Александровна Сохликова (до замужества Тарбеева) (род. 1962) — советская пловчиха и спортивный психолог. Чемпионка Спартакиады народов СССР в плавании вольным стилем (1979). Мастер спорта СССР.

## Биография
Специализировалась в плавании вольным стилем. Член сборной команды СССР по плаванию в 1978—1980 годах. 
Серебряная медалистка (4x100 м вольным стилем) чемпионата СССР 1978 года.
Чемпионка Спартакиады народов СССР в эстафете 4x100 м  вольным стилем (1979). 
Бронзовая медалистка чемпионата СССР 1980 года в эстафете 4x100 м вольным стилем.
Финалистка чемпионата мира 1978 года в Берлине в эстафете 4х100 м вольным стилем и Кубка мира 1979 года в Токио на дистанции 200 м вольным стилем.
Окончила факультет психологии МГУ им. М.В.Ломоносова. 
Имеет ряд статей и авторские обучающие разработки в области спортивной психологии. Кандидат психологических наук. Работала со сборными России по плаванию и другим видам спорта.